# بانوی عمارت

پشت صحنه سریال.

بانوی عمارت یک مجموعه تلویزیونی ایرانی به تهیه‌کنندگی مجید مولایی، کارگردانی عزیزالله حمیدنژاد و به قلم احسان جوانمرد؛ محصول سال ۹۷–۱۳۹۶ صدا و سیما است.
این سریال از آذر تا دی ماه ۱۳۹۷ از شبکه ۳ سیما پخش شده است. بانوی عمارت همراه با سریال‌های پایتخت ۵، آنام (مجموعه تلویزیونی)، پدر (مجموعه تلویزیونی ۱۳۹۷) و دلدادگان پنج سریال پربیننده سال ۱۳۹۷ ایران معرفی شدند.

## خلاصه داستان
داستان شاهزاده قاجاری به نام میرزا ارسلان قوانلو قاجار را روایت می‌کند که سعی دارد در حکومت قاجاریه به لقب و منصب حکومتی برسد و همین‌طور وی عاشق دختری به نام فخرالزمان می‌شود و با او ازدواج می‌کند و یک خواهر دارد ..

## بازیگران
| نام بازیگر      | نقش                       |
| --------------- | ------------------------- |
| احسان امانی     | بَکتاش                     |
| احمد یاوری      | رجبعلی                    |
| اندیشه فولادوند | طلا                       |
| پانته‌آ پناهی‌ها  | افسرالملوک                |
| پاوان افسر      | پروین                     |
| پرویز بزرگی     | کلنل کاساگوفسکی           |
| حسام منظور      | ارسلان میرزا قوانلوی‌قاجار |
| حسن سرچاهی      | عنایت                     |
| حسن علیرضایی    | میرزا رضا کرمانی          |
| سعید بحرالعلومی | یاور اسدالله              |
| سیروس میمنت     | وثیق‌الممالک               |
| رامتین خداپناهی | میرزا اسد                 |
| رضا نجفی        | سیمون تفلیسی              |
| شبنم فرشادجو    | مهرالنساء دارالخلافه      |
| محمد زارعی      | یونس                      |
| صالح میرزاآقایی | جهانبخش میرزا (حضرت والا) |
| علیرضا شجاع‌نوری | طبیب الاطباء              |
| غزل شاکری       | بهجت‌الملوک                |
| فریدون سورانی   | عمو مَشدی (مشهدی ابراهیم)  |
| مجید سعیدی      | یاور شریفی(سلطان مراد)    |
| محمد فیلی       | حاج فتاح                  |
| محمدصادق ملک    | گودرز (رنگرز)             |
| مهتاب امین      | مروارید                   |
| مهتاج نجومی     | گلین باجی                 |
| مهری آل‌آقا      | گوهر                      |
| مریم مؤمن       | فخرالزمان شالچی           |
| میلاد میرزایی   | رشید                      |
| مینا وحید       | جواهر                     |
| سیدحسن حسینیان  | رمضان                     |
| نیکی نصیریان    | آهو                       |

## جوایز

### نوزدهمین دوره جشن حافظ
| قسمت                                   | نامزد             | نتیجه    |
| -------------------------------------- | ----------------- | -------- |
| بهترین مجموعه تلویزیونی                | مجید مولایی       | برنده    |
| بهترین کارگردانی تلویزیونی             | عزیزالله حمیدنژاد | برنده    |
| بهترین فیلمنامه تلویزیونی              | احسان جوانمرد     | برنده    |
| بهترین بازیگر مرد درام تلویزیونی       | حسام منظور        | برنده    |
| بهترین بازیگر مرد درام تلویزیونی       | مجید سعیدی        | نامزدشده |
| بهترین بازیگر زن درام تلویزیونی        | پانته‌آ پناهی‌ها    | برنده    |
| بهترین بازیگر زن درام تلویزیونی        | مریم مؤمن         | نامزدشده |
| بهترین خواننده تیتراژ مجموعه تلویزیونی | محسن چاووشی       | نامزدشده |